# Lingua nazionale
Una lingua nazionale è una lingua considerata propria da una nazione o da uno Stato, con gradi riconoscimento ufficiale che variano da uno Stato all'altro. Talvolta l'espressione "lingua nazionale" viene considerata come un sinonimo di "lingua ufficiale" di uno Stato, ma non vi è una perfetta identità tra i due termini.
Molti paesi, infatti, prevedono nella loro costituzione, riconoscimenti diversi per la lingua ufficiale (o le lingue ufficiali), il cui uso viene richiesto in tutto il territorio dello Stato e una o più altre lingue "nazionali", spesso di estensione territoriale limitata, che possono avere riconoscimenti ufficiali (ad esempio l'insegnamento nelle scuole), ma solo in ambiti territoriali limitati.
Per esempio, il Niger riconosce il francese come lingua ufficiale, insegnata in tutte le scuole e utilizzata dovunque nell'amministrazione, ma accorda anche a tutte le lingue parlate nel paese (una ventina) lo statuto di "lingua nazionale", con vari gradi di riconoscimento e di tutela.